# 19806 Domatthews
19806 Domatthews è un asteroide della fascia principale. Scoperto nel 2000, presenta un'orbita caratterizzata da un semiasse maggiore pari a 2,2040797 UA e da un'eccentricità di 0,1539351, inclinata di 2,50799° rispetto all'eclittica.